# نیجر در المپیک تابستانی ۲۰۲۴
کاروان المپیکی نیجر، یکی از کاروان‌های شرکت‌کننده در بازی‌های المپیک تابستانی ۲۰۲۴ بود. این دوره از بازی‌ها از ۲۶ ژوئیه تا ۱۱ اوت ۲۰۲۴ (۵ تا ۲۱ امرداد ۱۴۰۳ خورشیدی) به میزبانی پاریس، پایتخت فرانسه برگزار شد. این حضور، پانزدهمین تجربه کاروان نیجر در المپیک پس از نخستین حضور در المپیک ۱۹۶۴ بود. کاروان نیجر پس از نخستین حضور، تنها در دو دوره شرکت نکرده است؛ المپیک ۱۹۷۶ مونترال در پی تحریم آفریقایی‌ها و المپیک ۱۹۸۰ مسکو در پی حمایت از رهبری ایالات متحده در تحریم شوروی.
نیجر‌ برای دومین دوره پیاپی از کسب مدال بازماند.

## شرکت‌کنندگان
فهرست زیر به ورزشکاران این کاروان اشاره دارد.
| ورزش        | مردان | زنان | مجموع |
| ----------- | ----- | ---- | ----- |
| دو و میدانی | ۰     | ۱    | ۱     |
| شمشیربازی   | ۱     | ۰    | ۱     |
| جودو        | ۱     | ۰    | ۱     |
| شنا         | ۱     | ۱    | ۲     |
| تکواندو     | ۲     | ۰    | ۲     |
| مجموع       | ۵     | ۲    | ۷     |